# Mistrzostwa Europy w Biegach Przełajowych 1994
1. Mistrzostwa Europy w Biegach Przełajowych – zawody lekkoatletyczne, które odbyły się w Alnwick na północy Wielkiej Brytanii w roku 1994.

## Rezultaty

### Mężczyźni

#### Indywidualnie
| Medal  | Zawodnik                     | Rezultat  |
| Złoto  | Paulo Guerra · Portugalia    | 27'43 min |
| Srebro | Domingos Castro · Portugalia | 27'59 min |
| Brąz   | Antonio Serrano · Hiszpania  | 28'03 min |

#### Drużynowo
| Medal  | Drużyna    | Rezultat |
| Złoto  | Portugalia | 20 pkt   |
| Srebro | Hiszpania  | 27 pkt   |
| Brąz   | Francja    | 50 pkt   |

### Kobiety

#### Indywidualnie
| Medal  | Zawodnik                       | Rezultat  |
| Złoto  | Catherina McKiernan · Irlandia | 14'29 min |
| Srebro | Julia Vaquero · Hiszpania      | 14'30 min |
| Brąz   | Elena Fidatov · Rumunia        | 14'36 min |

#### Drużynowo
| Medal  | Drużyna    | Rezultat |
| Złoto  | Rumunia    | 26 pkt   |
| Srebro | Francja    | 28 pkt   |
| Brąz   | Portugalia | 29 pkt   |